# Байройт (княжество)
Княжеството Байройт или също Маркграфството Бранденбург-Байройт (на немски: Fürstentum Bayreuth, Markgraftum Brandenburg-Bayreuth) е територия на Франкската империя, управлявано от франкските странични линии на Дом Хоенцолерн.
До 1604 г. замъкът Пласенбург в Кулмбах е резиденция на княжеството. Затова то се казва също Княжество Кулмбах или Маркграфство Бранденбург-Кулмбах. Под тези имена княжеството се води официално в държавните документи до 1806 г. След като маркграф Кристиан фон Бранденбург-Байройт през 1604 г. мести резиденцията от Кулмбах в Байройт, територията е наричана Княжество Кулмбах-Байройт.

## История
Княжество Байройт се създава от горнопланинската част на Бургграфство Нюрнберг (1105 – 1440). Заедно с долнопланинската част на Бургграфството то образува франкската земя на Хоенцолерните.
Фридрих V, бургграф на Нюрнберг († 1398) през 1385 г. определя чрез Dispositio Fridericiana бъдещето разделение на Бургграфство Нюрнберг между двамата му си сина. По-големият му син Йохан III († 1420) получава Княжество Бранденбург-Кулмбах (маркграф от 1398 до 1420 г.), а Фридрих VI получава маркграф на Княжество Ансбах (1398 – 1440), който наследява Бранденбург-Кулмбах след смъртта на брат му през 1420 г.
През 1791 г. княжеството Байройт заедно с княжеството Ансбах е продадено от последния маркграф Кристиан Фридрих Карл Александър чрез таен договор за доживотна пенсия на Прусия и като Ансбах-Байройт е управлявано заедно в началото от Карл Аугуст фон Харденберг. През 1806 г. то е окупирано от френската войска и след загубата на Прусия през 1807 г. е предадено на Френската империя. Наполеон предлага княжеството през 1808 г. на Кралство Бавария за 25 милиона, по-късно за 15 милиона франка. Кралството плаща през 1810 г. исканата сума и на 30 юни същата година свършва съществуването на Княжеството Байройт.

## Образование
Маркграфовете на Бранденбург-Байройт помагат от рано на образованието в тяхното маркграфство. През 1546 г. маркграф Албрехт Алкибиадес († 1557) основава в двора си гимназия. През 1742 г. в столицата Байройт се основава университет, който следващата година заради проблеми между гражданите и студентите е изместен в Ерланген, днешния университет – Фридрих-Александър-Университрт Ерланген-Нюрнберг – на името на Хоенцолернските маркграфове Фридрих († 1763) и Александър († 1806).

## Войни
- Хуситски войни (1419 – 1434/39)
- Баварска война (1420 – 1422)
- Първа маркграфска война (1449 – 1450)
- Баварска война (1459 – 1463)
- Ландсхутска наследствена война (1504/05)
- Франкска война (1523)
- Немска селска война (1525)
- Втора маркграфска война (1552 – 1555)
- Тридесетгодишна война (1618 – 1648)